# Ławeczka Józefa Kostrzewskiego w Poznaniu
Ławeczka Józefa Kostrzewskiego w Poznaniu – pomnik w Poznaniu w formie ławki z siedzącą postacią prof. Józefa Kostrzewskiego, archeologa i jednego z założycieli Uniwersytetu im. Adama Mickiewicza. Ławeczka pierwotnie zlokalizowana była w Ogrodzie Zamkowym, w pobliżu Collegium Maius oraz Collegium Minus, w obrębie Dzielnicy Cesarskiej. W 2016 roku przeniesiona została na Kampus Morasko, pod Collegium Historicum (Novum) – ówczesną siedzibę dawnego Wydziału Historycznego UAM, a obecną Wydziału Archeologii UAM oraz Wydziału Historii UAM.

## Charakterystyka
Ławeczka, ufundowana przez UAM i Fundację UAM, została posadowiona 12 października 2012. Uroczystego odsłonięcia pomnika dokonał w dniu 16 października 2012 JM Rektor UAM prof. dr hab. Bronisław Marciniak oraz Prezes Fundacji UAM prof. dr hab. Bogdan Marciniec. W uroczystości wzięły udział władze uczelni, władze fundacji, władze miasta Poznania, zaproszeni goście i społeczność akademicka UAM, a także rodzina i studenci prof. Józefa Kostrzewskiego.
Autorem rzeźby jest Grzegorz Godawa. Pomnik, wykonany w całości z brązu, przedstawia profesora siedzącego na masywnej ławce. Wzrok Kostrzewskiego jest zwrócony w kierunku Collegium Maius.
Odlew ławeczki wykonał Zakład Odlewów Artystycznych w Brązie „Brązart S.C.” z Pleszewa.
Ławeczka Józefa Kostrzewskiego jest jednym z czterech tego typu obiektów upamiętniających twórców Wszechnicy Piastowskiej, obok odsłoniętej w 2010 ławeczki Heliodora Święcickiego, poświęconej pierwszemu rektorowi tej uczelni. Kolejne pomniki-ławeczki zostały odsłonięte w 2019 i upamiętniają pozostałych założycieli uniwersytetu - Stanisława Kozierowskiego i Michała Sobeskiego.